# Kärleksakuten
Kärleksakuten är en svensk ideell sexualupplysningsverksamhet som främst drivs av läkarstudenter, men även andra studenter är engagerade. Kärleksakuten är ett projekt inom IFMSA (International Federation of Medical Students' Associations) och startades 1999. Projektet finns på alla orter där det finns en läkarutbildning. Kärleksakutens huvudsyfte är att försöka ge ungdomar kunskap och verktyg att tänka kring sexualitet och värderingar, detta görs genom så kallade "utryckningar", där Kärleksakuten på olika orter rycker ut till skolor, fritidsgårdar och dylikt. Kärleksakuten håller under en "utryckning" interaktiva föreläsningar, lekar och värderingsövningar som används för att uppmuntra gruppen att diskutera och ställa frågor. 
Kärleksakuten ser som sin uppgift att upplysa och samtala med ungdomar om sex- och samlevnadsfrågor, vilket ska baseras på den svenska lagstiftningen och på synen att varje människa är speciell, unik och att alla har lika värde. Kärleksakuten vänder sig främst till ungdomar i högstadie- och gymnasieåldern. Aktiva inom Kärleksakuten ska följa och upprätthålla policyn i verksamhet som sker inom Kärleksakuten. Policyn framhäver vikten av att stärka individers och gruppers självkänsla och värdet av att respektera varandras olikheter. 
År 2010 vann Kärleksakuten Kunskapspriset i kategorin Folkrörelser/organisationer, med motiveringen:
"Kärleksakuten för att dessa unga läkarstudenter sprider kunskaper till ungdomar i åldern 13–19 år om kärlek, känslor och sexualitet. Med innovativa metoder lyckas Kärleksakuten påverka ungdomarnas syn på viktiga frågor som relationer, sexualitet, porr, kroppsideal, värderingar, jämställdhet och självbild."
Utöver sexualupplysningsverksamheten arbetar även Kärleksakuten med att ordna föreläsningar, workshops och driva påverkansarbete inom sitt universitet. Kärleksakuten har bl.a bjudit in olika representanter för kvinnojourer, forskare, sexologer m.fl för att samarbeta med dem och driva Kärleksakutens frågor framåt på sina respektive universitet.
Från och med år 2021 har Kärleksakuten inte längre en nationell styrelse, utan har idag en nationell samordnare som även utgör en funktionärspost i IFMSA Swedens nationella styrelse. 

## Nationell samordnare
Agnes Hjorth, verksamhetsår 2023, Örebro.

## Priser och utmärkelser
- Kunskapspriset, 2010